# Avillers, Vosges
Avillers är en kommun i departementet Vosges i regionen Grand Est (tidigare regionen Lorraine) i nordöstra Frankrike. Kommunen ligger i kantonen Charmes som tillhör arrondissementet Épinal. År 2022 hade Avillers 87 invånare.

## Befolkningsutveckling
Antalet invånare i kommunen Avillers
| Referens: INSEE |